# Heteroscinis hystrix
Heteroscinis hystrix är en tvåvingeart som först beskrevs av Seguy 1957.  Heteroscinis hystrix ingår i släktet Heteroscinis och familjen fritflugor. Inga underarter finns listade i Catalogue of Life.